# Совет Союза Верховного Совета СССР
Совет Союза — согласно Конституциям СССР 1936 года и 1977 года одна из двух равноправных палат Верховного Совета СССР. Совет Союза имел те же права, что и Совет Национальностей. Согласно закону СССР от 5 сентября 1991 года «Об органах государственной власти и управления Союза ССР в переходный период» — нижняя палата Верховного Совета СССР.
Совет Союза 1-11 созывов (1937—1989) избирался прямым тайным голосованием по одномандатным округам по мажоритарной системе.
Совет Союза 12 созыва (1989 — октябрь 1991) избирался Съездом народных депутатов СССР из числа народных депутатов СССР от территориальных избирательных округов и народных депутатов СССР от общественных организаций с учетом численности избирателей в союзной республике или регионе.
В его состав входил и Совет старейшин, статус которого до 1989 года не был юридически закреплён.

## Распад СССР и прекращение полномочий
5 сентября 1991 года Съезд народных депутатов СССР принял закон «Об органах государственной власти и управления Союза ССР в переходный период», согласно которому, палата отныне формировалась не самим высшим органом власти страны (Съездом народных депутатов), как это требует ст. 111 Конституции СССР, а депутациями союзных республик из числа народных депутатов СССР по существовавшим квотам и по согласованию с высшими органами власти союзных республик.
18 октября 1991 года Верховный Совет РСФСР принял постановление о согласии с составом депутатской группы РСФСР в Совете Союза (спустя 2 месяца в связи с ратификацией соглашения о создании СНГ российский парламент отменит свое решение). Однако, согласно части 2 статьи 1 Закона СССР «Об органах государственной власти и управления Союза ССР в переходный период» принятие данного решения находилось в компетенции Съезда народных депутатов РСФСР, поскольку именно он, а не Верховный Совет, являлся высшим органом государственной власти РСФСР. Возобновивший 28 октября свою работу V Съезд народных депутатов РСФСР не принимал решения о делегировании народных депутатов СССР и РСФСР в новый состав Верховного Совета СССР или об утверждении упомянутого постановления российского парламента.
21 октября новый состав палаты приступил к своим обязанностям, председателем был избран член утвержденной Верховным Советом РСФСР депутатской группы Константин Лубенченко.
11 декабря 1991 года Комитет конституционного надзора СССР выступил с заявлением, осуждающим подписание Соглашения о создании СНГ, в котором говорилось, что одни республики не вправе решать вопросы, касающиеся прав и интересов других республик. Органы власти СССР могут прекратить своё существование только «после решения в конституционном порядке вопроса о судьбе СССР»
. Тогда же Верховный Совет Белоруссии отозвал членов Верховного Совета СССР от Белорусской ССР, в результате чего Совет Союза лишился кворума, что было констатировано его председателем К. Д. Лубенченко на заседании 17 декабря. На этом работа палаты была фактически прекращена.
17 декабря часть членов Совета Союза приняла заявление в связи с подписанием соглашения и ратификацией его Верховными Советами России, Белоруссии и Украины, в котором объявила, что считает принятые решения о ликвидации общегосударственных органов власти и управления незаконными и не отвечающими сложившейся ситуации и жизненным интересам народов и потребовала созыва чрезвычайного Съезда народных депутатов СССР.
26 декабря 1991 Константин Лубенченко издал распоряжение № 141—Н, в котором говорилось об освобождении народных депутатов СССР от выполнения служебных обязанностей на постоянной основе в Совете Союза Верховного Совета СССР и органах палаты со 2 января 1992 года.

## Количество членов
По Конституции 1936 года избирался по квоте 1 депутат на 300 тыс. человек.
- 1 созыв — 490 членов (147 027 915 / 300 000 чел.)
- 2-5 созывы — 569 членов (170 557 093 / 300 000 чел.)
- 6-8 созывы — 696 членов (208 826 650 / 300 000 чел.)
- 9 созыв — 806 членов (241 720 134 / 300 000 чел.)

По Конституции 1977 года количество депутатов было равно количеству членов Совета Национальностей.
- 10-11 созыв — 750 членов
- 12 созыв — 271 член

## Председатели Совета Союза Верховного Совета СССР
Председатель Совета Союза Верховного Совета СССР — должностное лицо, избираемое Советом Союза, руководившее заседаниями Совета Союза и ведавшее их внутренним распорядком.
- 1938—1946 гг. — Андрей Андреевич Андреев
- 1946—1947 гг. — Андрей Александрович Жданов
- 1947—1950 гг. — Иван Андреевич Парфёнов
- 1950—1954 гг. — Михаил Алексеевич Яснов
- 1954—1956 гг. — Александр Петрович Волков
- 1956—1962 гг. — Павел Павлович Лобанов
- 1962—1970 гг. — Иван Васильевич Спиридонов
- 1970—1984 гг. — Шитиков, Алексей Павлович
- 1984—1988 гг. — Толкунов, Лев Николаевич
- 1988—1989 гг. — Христораднов, Юрий Николаевич
- 1989—1990 гг. — Евгений Максимович Примаков
- 1990—1991 гг. — Лаптев, Иван Дмитриевич
- 1991—1992 гг. —  Константин Дмитриевич Лубенченко (не был делегирован в новый состав Совета Союза в соответствии с Законом СССР от 5 сентября 1991 года № 2392-I)